# Miguel Aguilar Ahumada
Miguel Aguilar Ahumada (* 12. April 1931 in Huara; † 14. August 2019 in Concepción) war ein chilenischer Komponist und Musikpädagoge.

## Leben und Werk
Aguilar studierte am Conservatorio Richard Wagner und am Conservatorio Nacional de Música in Santiago de Chile bei Jorge Urrutia Blondel Komposition und bei dem niederländischen Lehrer Fré Focke Orchestration. Ab 1963 studierte er an der Kölner Musikhochschule bei Wolfgang von der Nahmer Dirigieren.
Er lehrte 1956 und 1957 am Konservatorium des Orquesta Sinfónica de Concepción. Von 1958 bis 1963 leitete er dann dieses Institut. Später lehrte er als Professor an der Escuela Superiore Música in Concepción. Von 1980 bis 1983 wirkte er an der Universidad de Concepción. Als Universitätslehrer unterrichtete er die Fächer Harmonie, Kontrapunkt, Musiktheorie, Musikanalyse und Geschichte der Musik. Zudem arbeitete er als Musikkritiker für Tageszeitungen in Concepción und Santiago de Chile unter anderem für die Tageszeitung La Patria.
Er komponierte die Obertura al teatro integral für Orchester (1954), Kammermusik, Klavier- und Vokalwerke sowie elektronische Musik. Sein Vokal- wie auch sein Instrumentalwerk ist stark durch die Dichter Franz Kafka und Vicente Huidobro (Chile) beeinflusst. Seine Werke sind in der Regel kurz. Aguilar qualifizierte sie selbst als Mikroformen. Durch die deutsche Musikavantgarde angestoßen entwickelte er eine fortgeschrittene atonale Musiksprache.
Miguel Aguilar erhielt zahlreiche Preise in Chile. Er erhielt unter anderem den Municipal Prize of Art in Music (1986), den Charles Ives-Preis für Komponisten (1996), den Regional Award in Musical Arts (2006) und den Preis des Präsidenten der Republik in der Kategorie Klassische Musik (2006).